# Dom Glassów
Dom Glassów (tytuł oryg. The Glass House) – amerykański film fabularny z 2001 roku w reżyserii Daniela Sackheima, jednego z producentów serialu Z Archiwum X.

## Fabuła
Rodzice szesnastoletniej Ruby Baker i jej brata Rhetta giną w tragicznym wypadku samochodowym. Rodzeństwo przeniesione zostaje do Malibu, gdzie schronienie znajduje u przyjaciół rodziny – Erin i Terry’ego Glassów. Państwo Glass mieszkają w pokaźnej willi umiejscowionej nad morzem. Wkrótce wychodzi na jaw, że Glassowie nie przygarnęli Ruby i Rhetta bez powodu – zależy im wyłącznie na polisach ubezpieczeniowych dzieci.

## Obsada
- Leelee Sobieski jako Ruby Baker
- Stellan Skarsgård jako Terrence „Terry” Glass
- Diane Lane jako Erin Glass
- Bruce Dern jako Begleiter
- Kathy Baker jako Nancy Ryan
- Trevor Morgan jako Rhett Baker
- Chris Noth jako wuj Jack
- Michael O’Keefe jako Dave Baker
- Michael Paul Chan jako pan Kim
- Vyto Ruginis jako don
- Gavin O’Connor jako Whitey
- Carly Pope jako Tasha
- China Shavers jako E.B.
- Agnes Bruckner jako Zoe
- Rachel Wilson jako Hannah
- John Billingsley jako instruktor nauki jazdy

i inni

## Wersja polska

### Wersja VHS
- Dystrybucja: Warner
- Lektor: Paweł Straszewski

Źródło: